# Battaglia della Tuscia
La battaglia della Tuscia fu uno scontro militare avvenuto in un luogo sconosciuto della Tuscia, tra alcuni reggimenti romani inviati in soccorso di Roma assediata e l'esercito gotico assediante. La battaglia rientra nel complesso quadro geopolitico delle incursioni gotiche in Italia e, più direttamente, nelle complesse manovre diplomatiche immediatamente precedenti il Sacco di Roma (410).

## Antefatto
In seguito al fallimento delle trattative di pace tra l'imperatore Onorio e il re dei Goti Alarico, quest'ultimo nel 408 valicó le Alpi e invase l'Italia. Passò per Aquileia e per le città di Concordia, Altino e Cremona, poi attraversò il Po, e si diresse verso Bononia (Bologna). Dopo essersi lasciato alle spalle la città di Ravenna, dove risiedeva la corte dell’Imperatore Onorio, seguì il percorso della Via Flaminia passando per Rimini e procedendo poi attraverso il Piceno. A questo puntò cambiò direzione verso Roma, devastando tutte le città lungo il tragitto. Giunto nei pressi della città, ne occupò il porto e il corso del fiume Tevere, per impedire l'introduzione di rifornimenti nell'Urbe, e cominciò ad assediarla. Conseguentemente una carestia si diffuse in città, mietendo molte vittime.
Ben presto si presentarono al cospetto di Alarico due ambasciatori inviati dal senato romano per aprire le negoziazioni: essi erano Basilio e Giovanni, quest'ultimo ex primicerius notariorum e conoscente del re goto. I due ambasciatori riferirono ad Alarico che i Romani erano armati e si stavano esercitando a combattere per la salvezza della propria città. Alarico rispose che non aveva paura delle loro minacce, affermando sprezzantemente che «l'erba folta è più facile da tagliare rispetto all'erba rada». Il re goto, inoltre, ribadì che non avrebbe levato l'assedio fintanto non avesse ricevuto tutto l'oro, l'argento, le suppellettili e gli schiavi della città. Quando gli ambasciatori gli chiesero cosa sarebbe rimasto agli abitanti di Roma, si tramanda che Alarico avesse risposto «le vostre vite». Dopo altri incontri, Alarico stabilì che la città avrebbe dovuto pagargli 5 000 libbre d'oro, 30 000 libbre d'argento, 4 000 vestiti di seta, 3 000 pelli scarlatte, e 3 000 libbre di pepe. Nel frattempo il senato aveva inviato un'ambasceria presso Onorio per comunicargli le proposte di Alarico in cambio della pace: il re goto, in cambio di una modesta somma di denaro e della cessione in ostaggio di alcuni figli di persone di rango illustre, offriva non solo la sospensione delle ostilità ma anche un'alleanza militare contro qualunque nemico dello stato romano. Dopo il pagamento del tributo, Alarico tolse momentaneamente il blocco alla città, concedendo per tre giorni agli abitanti di Roma la possibilità di uscire liberamente dalle mura per acquistare al Porto le provviste necessarie e portarle dentro la città. Tuttavia, alcuni soldati visigoti, disobbedendo agli ordini del loro re, aggredirono alcuni cittadini romani usciti dalle mura per fare acquisti al porto e, quando Alarico ne venne informato, volle punire gli autori dell'aggressione per rendere chiaro e tondo che quell'atto era stato commesso contro la sua volontà. I Visigoti si allontanarono momentaneamente dall'Urbe, spostandosi in Tuscia e li furono raggiunti da numerosi schiavi fuggiti da Roma, che si arruolarono nel suo esercito, portandolo ad annoverare 40 000 soldati.
Agli inizi del 409, il senato romano inviò un'ulteriore ambasceria presso Onorio, sollecitandolo a concludere la pace con il re goto, senza ottenere però risultati a causa dell'influenza esercitata sull'Imperatore dal magister officiorum Olimpio, contrario ad ogni negoziazione con i Barbari.

## La battaglia
Nel tentativo di salvare la città, l’Imperatore ordinò a cinque reggimenti di soldati, che erano di stanza in Dalmazia, di andare a guarnire Roma. Questi reggimenti consistevano in seimila uomini, che per forza e disciplina erano considerati la parte migliore dell’intero esercito romano. Il loro generale era Valente, uomo pronta alle imprese più grandi e più rischiose. Disdegnò, quindi, di marciare per le vie secondarie ed evitare le principali, sotto il controllo gotico. Per tale motivo Alarico, informato dai suoi esploratori della sua avanzata verso Roma, intercettó la colonna con tutta la sua armata e attaccó battaglia uccidendo quasi tutti i nemici. Solo un centinaio di essi si salvarono, riuscendo, insieme al loro comandante Valente e a Prisco Attalo, che il Senato aveva mandato come ambasciatore all'imperatore, a riparare dentro le mura dell'Urbe.
Alarico catturò inoltre uno degli ambasciatori presso Onorio, Massimiano, che fu poi riscattato dal genitore al prezzo di 30 000 aurei. Il re goto, contrariato non solo per il rifiuto da parte di Onorio di proseguire le trattative ma anche per la sortita delle legioni dalmate di Valente, riprese l'assedio di Roma.